# Ameisenbuntkäfer
Der Ameisenbuntkäfer (Thanasimus formicarius), auch Gemeiner Ameisenbuntkäfer genannt, ist ein Käfer aus der Familie der Buntkäfer (Cleridae). Ameisenbuntkäfer zählen zu den wichtigsten Prädatoren der Borkenkäfer.

## Merkmale
Die Käfer werden sieben bis zehn Millimeter lang. Der Halsschild und die Körperunterseite sind rot, Kopf und Beine fast schwarz und die Deckflügel auffällig schwarz-weiß-rot gebändert. Charakteristisch sind die klöppelförmigen Fühler. Die Käfer sind zudem sehr flach gebaut und stark behaart. Die Mandibeln tragen auf zwei Höckern schräge Flächen, die wie Zangen so zusammenpassen, dass der zylindrische Körper eines Borkenkäfers sehr gut gepackt werden kann.

### Ähnliche Arten
- Rotbeiniger Ameisenbuntkäfer (Thanasimus femoralis – Syn.: T. rufipes Brahm, T. pectoralis Fuss)
- Clerus mutillarius
- Gemeiner Bienenkäfer (Trichodes apiarius)

## Name
Sowohl der deutsche Name als auch die wissenschaftliche Artbezeichnung formicarius spielen darauf an, dass die Färbung, Gestalt und Bewegungsweise der Käfer an diejenige der Waldameisen erinnert. Ein weiterer Zusammenhang zwischen ihnen und Ameisen besteht allerdings nicht.

## Vorkommen
Die Tiere sind in Europa, Asien und Nordafrika verbreitet. Wegen ihrer forstlichen Nützlichkeit wurden sie zudem nach Nordamerika eingeführt. Die Käfer kommen in Nadelwäldern überall vor und sind von Frühjahr bis Herbst häufig auf gefällten Baumstämmen oder Meterholz sowie Baumstümpfen auf der Jagd nach Borkenkäfern zu beobachten.

## Lebensweise

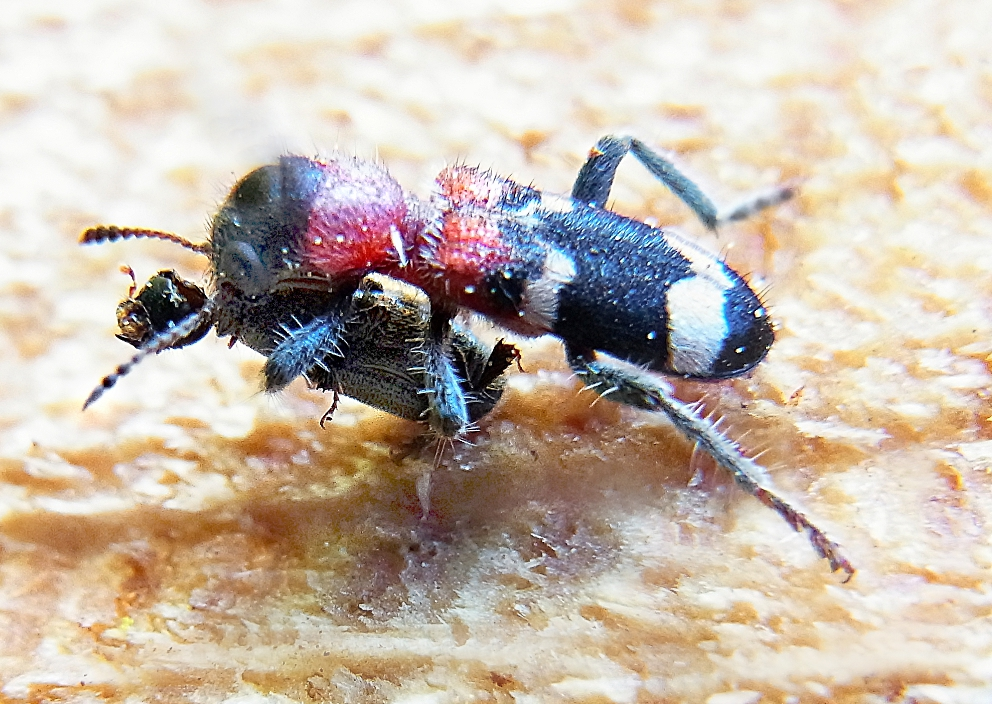
Ameisenbuntkäfer mit Beute (Käfer aus der Familie Histeridae)

Ameisenbuntkäfer sind schon an warmen Frühlingstagen sehr aktiv, wenn auch die Borkenkäfer besonders intensiv schwärmen. Wenn sich diese auf einem Stamm oder einem Baumstumpf niederlassen, erbeuten die Ameisenbuntkäfer sie überraschend schnell, indem sie sie mit den Mandibeln ergreifen und mit den Vorderbeinen festhalten. Sehr gewandt entfernen sie den Schild und die Deckflügel und fressen dann die weichen Körperteile. 
Ameisenbuntkäfer stellen vor allem dem Buchdrucker, dem Kupferstecher, dem Linierten Nutzholzborkenkäfer und auch dem Großen Waldgärtner nach. Dank ihres abgeplatteten Körpers können sie flink selbst in enge Zwischenräume der Borke gelangen, wo sie sich bei schlechtem Wetter auch gern verstecken. Ameisenbuntkäfer sind sehr scheu und suchen bei Störungen umgehend ein Versteck.

### Fortpflanzung

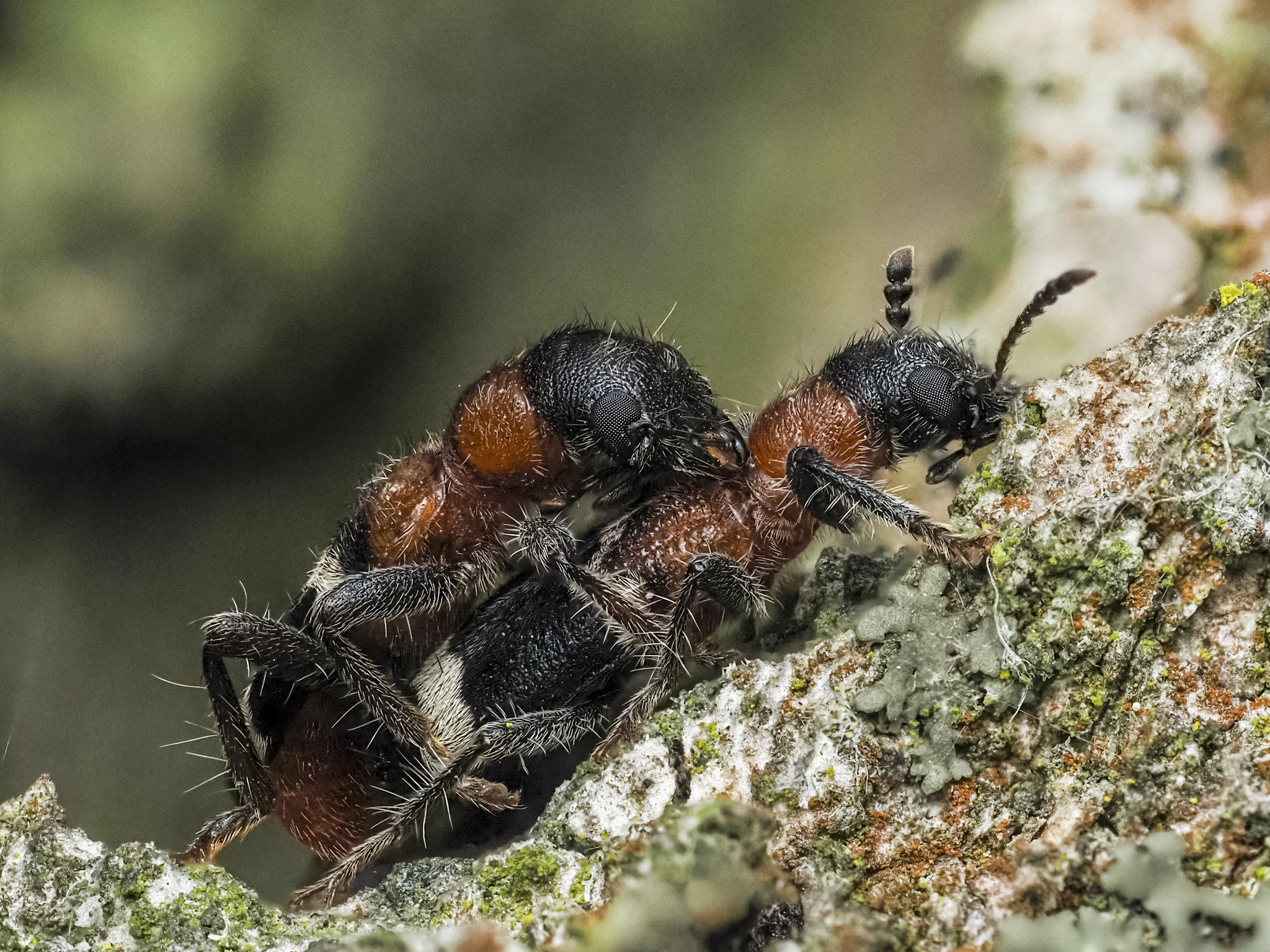
Ameisenbuntkäfer (Thanasimus formicarius), Paarung

Nach der Paarung legen die Weibchen zwischen April und Juni während mehrerer Wochen ihre jeweils 20 bis 30 Eier in Borkenritzen und in die Nähe der unter der Rinde von Nadelbäumen verlaufenden Gänge der Borkenkäfer. Die rosafarbenen Larven schlüpfen nach etwa einer Woche und leben unter der Rinde, wo sie sich räuberisch von Larven, Eiern und Puppen der Borkenkäfer, aber auch anderer unter der Rinde lebender Insekten ernähren. Bei der Verfolgung ihrer Beute sind sie ebenfalls sehr flink und bewegen sich sehr geschickt in den Borkenkäfergängen, wobei sie auch rückwärts laufen können.
Die Larven, die nur sehr langsam wachsen, verpuppen sich im Herbst gut geschützt unter der Borke in einer ovalen Kammer, die sie mit Schleim auskleiden. Im darauf folgenden Frühjahr schlüpfen die Käfer. Manchmal überwintern aber auch die Imagines.

## Bedeutung im Waldschutz

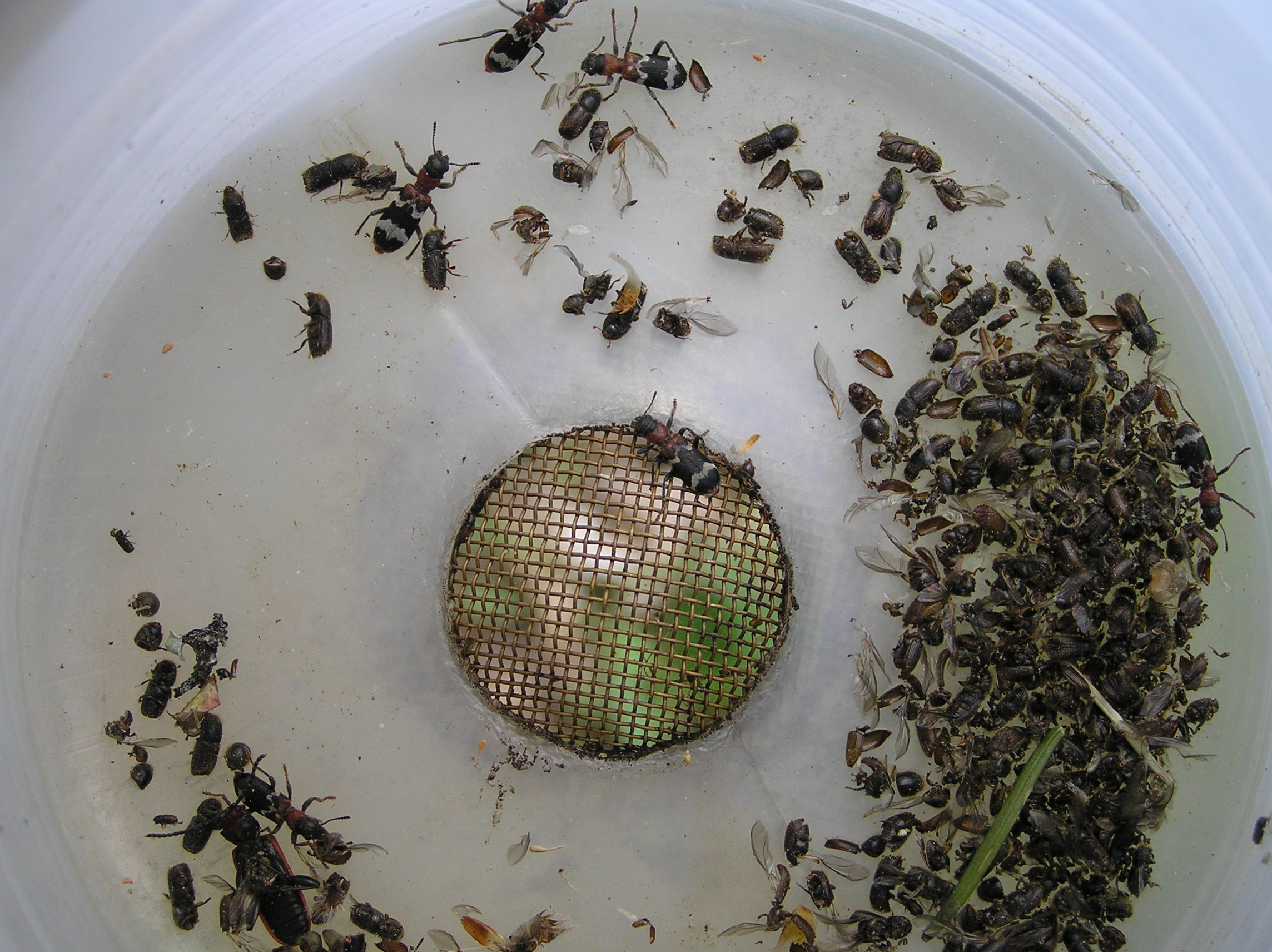
Ameisenbuntkäfer landen oft als Beifang in Borkenkäfer-Lockstofffallen.

Obwohl Ameisenbuntkäfer nur eine Generation im Jahr hervorbringen, gehören sie zu den nützlichsten Forstinsekten. So können erwachsene Käfer am Tag mehrere Borkenkäfer – vorwiegend Weibchen – vertilgen, und auch die Larven sind eifrige Jäger. So erweisen sie sich als hilfreich, wenn etwa nach großen Windwürfen oder Schneebrüchen in Fichtenbeständen ein Massenbefall mit Buchdruckern droht. Allerdings sind sie nicht in der Lage, Massenvermehrungen zu verhindern.
Da Ameisenbuntkäfer durch Borkenkäfer-Pheromone angelockt werden, landen sie sehr häufig als Beifang in Borkenkäfer-Lockstofffallen. Daher müssen diese Fallen regelmäßig kontrolliert und die unbeabsichtigt mitgefangenen Jäger wieder freigelassen werden. Auch Bekämpfungsverfahren wie mit Lockstoff beköderte Insektizid-Fangholzhaufen beziehungsweise -Fanghölzer sind für Ameisenbuntkäfer daher nachteilig.

## Film
- Thanasimus formicarius (Cleridae) – Erbeuten und Fressen von Borkenkäfern.[5] IWF-Filmdokumentation von Gerhard Gries, Göttingen 1979/1981, Farbe, ca. 10 Minuten, mit Begleitpublikation von Gerhard Gries – der stumme Film zeigt, wie ein Ameisenbuntkäfer sich einbohrenden Borkenkäfern nachstellt und wie er Buchdrucker (Ips typographus) und Kupferstecher (Pityogenes chalcographus) erbeutet und frisst.